# Rowlatt Act
 (mai 2021).
La mise en forme du texte ne suit pas les recommandations de Wikipédia : il faut le « wikifier ».
Les points d'amélioration suivants sont les cas les plus fréquents :
- Les titres sont pré-formatés par le logiciel. Ils ne sont ni en capitales, ni en gras.
- Le texte ne doit pas être écrit en capitales (les noms de famille non plus), ni en gras, ni en italique, ni en « petit »…
- Le gras n'est utilisé que pour surligner le titre de l'article dans l'introduction, une seule fois.
- L'italique est rarement utilisé : mots en langue étrangère, titres d'œuvres, noms de bateaux, etc.
- Les citations ne sont pas en italique mais en corps de texte normal. Elles sont entourées par des guillemets français : « et ».
- Les listes à puces sont à éviter, des paragraphes rédigés étant largement préférés. Les tableaux sont à réserver à la présentation de données structurées (résultats, etc.).
- Les appels de note de bas de page (petits chiffres en exposant, introduits par l'outil «  Source ») sont à placer entre la fin de phrase et le point final[comme ça].
- Les liens internes (vers d'autres articles de Wikipédia) sont à choisir avec parcimonie. Créez des liens vers des articles approfondissant le sujet. Les termes génériques sans rapport avec le sujet sont à éviter, ainsi que les répétitions de liens vers un même terme.
- Les liens externes sont à placer uniquement dans une section « Liens externes », à la fin de l'article. Ces liens sont à choisir avec parcimonie suivant les règles définies. Si un lien sert de source à l'article, son insertion dans le texte est à faire par les notes de bas de page.
- La présentation des références doit suivre les conventions bibliographiques. Il est recommandé d'utiliser les modèles {{Ouvrage}}, {{Chapitre}}, {{Article}}, {{Lien web}} et/ou {{Bibliographie}}. Le mode d'édition visuel peut mettre en forme automatiquement les références.
- Insérer une infobox (cadre d'informations à droite) n'est pas obligatoire pour parachever la mise en page.

Pour une aide détaillée, merci de consulter Aide:Wikification.
Si vous pensez que ces points ont été résolus, vous pouvez retirer ce bandeau et améliorer la mise en forme d'un autre article.
 (mai 2021).
Le contenu est difficilement compréhensible vu les erreurs de traduction, qui sont peut-être dues à l'utilisation d'un logiciel de traduction automatique.

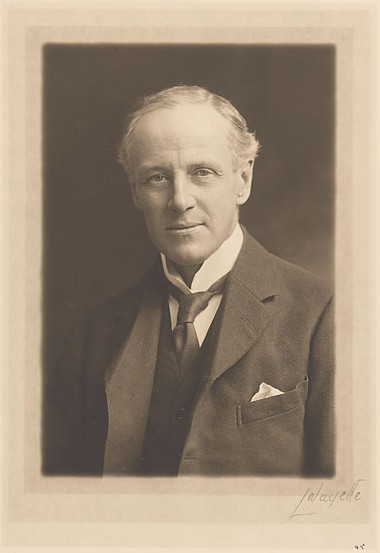
Sidney Rowlatt, surtout connu pour sa présidence controversée du, un comité de sédition nommé en 1919 par le gouvernement indien britannique pour évaluer le terrorisme politique en Inde et ses possibles liens avec d'autres pays.

La loi sur les crimes anarchiques et révolutionnaires de 1919, communément connue sous le nom de Rowlatt Act, est une loi du conseil législatif adoptée par le Conseil législatif impérial de Delhi le 18 mars 1919. Elle prolongeait indéfiniment les mesures d'urgence de détention préventive indéfinie, incarcération sans procès et contrôle judiciaire promulgués dans la loi de 1915 sur la défense de l'Inde pendant la Première Guerre mondiale. Elle fut promulguée à la suite de la menace que pesaient les nationalistes[pas clair] révolutionnaires de raviver des complots similaires à ceux pendant la guerre, ce que le gouvernement estimait que la fin de la loi sur la défense de l'Inde permettrait,,,,.
C'est le Rowlatt Act qui a amené Gandhi au centre de la lutte indienne pour l'indépendance et a inauguré l'ère gandhienne de la politique indienne. Jawaharlal Nehru décrit l'entrée de Gandhi dans les manifestations dans ses Aperçus de l'histoire du monde (en) (Glimpses of World History) :

« Au début de 1919, il était très malade. Il en était à peine remis lorsque l'agitation de la proposition de la loi Rowlatt envahit le pays. Il a également joint sa voix au tollé universel. Mais cette voix était en quelque sorte différente des autres. C'était calme, et pourtant on pouvait l'entendre au-dessus des cris de la multitude; il était doux, et pourtant il semblait y avoir de l'acier caché quelque part en lui; c'était courtois et plein d'attrait, et pourtant il y avait quelque chose de sinistre et d'effrayant en lui; chaque mot utilisé était plein de sens et semblait porter un sérieux mortel. Derrière le langage de la paix et de l'amitié, il y avait le pouvoir et l'ombre tremblante de l'action et la détermination de ne pas se soumettre à un mal. . . C'était quelque chose de très différent de notre politique quotidienne de condamnation et rien d'autre, de longs discours se terminant toujours par les mêmes résolutions de protestation futiles et inefficaces que personne ne prenait très au sérieux. C'était la politique de l'action, pas du discours. »

Le gouvernement colonial britannique a adopté la loi Rowlatt qui a donné le pouvoir à la police d'arrêter toute personne sans aucune raison. Le but de la loi était de freiner la montée des nationalistes dans le pays. Gandhi a appelé le peuple à appliquer le satyagraha contre la loi.
Passé sur les recommandations du Comité Rowlatt et nommé d'après son président, Sir Sidney Rowlatt (en), l'acte a effectivement autorisé le gouvernement colonial à emprisonner toute personne soupçonnée de terrorisme vivant en Inde britannique pendant une période pouvant aller jusqu'à deux ans sans procès, et a donné aux autorités coloniales le pouvoir de faire face à toutes ces activités révolutionnaires.
Cette législation impopulaire prévoyait un contrôle plus strict de la presse, des arrestations sans mandat, une détention illimitée sans procès et des procès à huis clos sans jury pour des actes politiques interdits. Les accusés se sont vu refuser le droit de connaître les accusateurs et les éléments de preuve utilisés au cours du procès. Les personnes condamnées étaient tenues de déposer des garanties lors de leur libération et ne pouvaient participer à aucune activité politique, éducative ou religieuse. Sur le rapport du comité, dirigé par le juge Rowlatt, deux projets de loi ont été présentés à l'Assemblée législative centrale le 6 février 1919. Ces lois sont connues sous le nom de « lois noires ». Elles ont donné d'énormes pouvoirs à la police pour perquisitionner un lieu et arrêter toute personne sans mandat. Malgré beaucoup d'opposition, la loi Rowlatt a été adoptée le 18 mars 1919. Le but de la loi était de freiner la montée des nationalistes dans le pays.

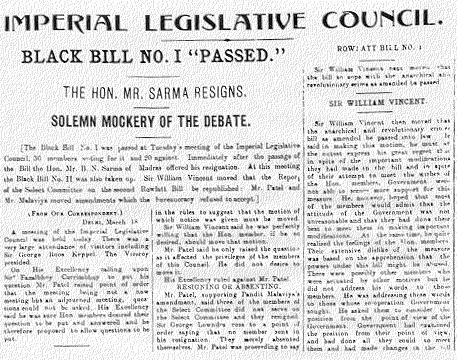
Une d'un journal nationaliste indien le 19 mars 1919, le lendemain du passage des « lois noires ».

Mahatma Gandhi et d'autres dirigeants indiens ont été extrêmement critiques de la loi et fait valoir que tout le monde ne devrait pas être puni en réponse à des crimes politiques isolés. Madan Mohan Malaviya et Muhammad Ali Jinnah, membre de la Ligue musulmane, ont démissionné du conseil législatif impérial pour protester contre cette loi. Celle-ci a également mis en colère de nombreux autres dirigeants indiens et le public, ce qui a poussé le gouvernement à mettre en œuvre des mesures répressives. Gandhi et d'autres pensaient que l'opposition constitutionnelle à la mesure était infructueuse, alors le 6 avril, une hartal a eu lieu. Il s'agissait d'un événement au cours duquel les Indiens suspendaient le travail, se mettaient en grève, jeûnaient, priaient et tenaient des réunions publiques contre le « Black Act », signe de leur opposition et de leur désobéissance civile contre la loi. Mahatma Gandhi s'est baigné dans la mer à Bombay et a prononcé un discours avant une procession vers un temple. Cet événement faisait partie du mouvement de non-coopération.
Cependant, le succès du hartal à Delhi le 30 mars, a été éclipsé par des tensions vives, qui ont provoqué des émeutes au Pendjab, à Delhi et dans le Gujarat. Décidant que les Indiens n'étaient pas prêts à prendre position conformément au principe de non-violence, partie intégrante du satyagraha (désobéir aux lois du gouvernement colonial britannique sans recourir à la violence), Gandhi a suspendu la résistance.
La loi Rowlatt est entrée en vigueur le 21 mars 1919. Au Pendjab, le mouvement de protestation était très fort et le 10 avril, deux dirigeants du congrès, le Dr Satyapal et Saifuddin Kitchlew, ont été arrêtés et emmenés secrètement à Dharamsala[réf. nécessaire].
L'armée fut appelée au Punjab et le 13 avril, des gens des villages voisins se sont rassemblés pour le Baisakhi, festival de la moisson, et pour protester contre la déportation de deux  dirigeants indiens importants à Amritsar, ce qui a abouti au massacre d'Amritsar.
En acceptant le rapport du Comité des lois répressives, le gouvernement colonial britannique a abrogé le Rowlatt Act, la loi sur la presse et vingt-deux autres lois en mars 1922.